# Andrew Ure
Andrew Ure  (18 mai 1778 – 2 janvier 1857) est un médecin, chimiste, astronome et économiste écossais. Fondateur de l'Andersonian Institution (la future université de Strathclyde), il est surtout connu comme consultant en chimie, géologue scriptural et l'un des premiers théoriciens de l'entreprise.

## Biographie
Fils du fromager Alexander Ure et de sa femme Anne, Andrew Ure naît le 18 mai 1778 à Glasgow en Écosse. En 1801, il obtient son doctorat en médecine (MD) de l'université de Glasgow, puis sert brièvement dans l'armée avant de s'établir à Glasgow, où il est nommé membre de la faculté des médecins et des chirurgiens (Faculty of Physicians and Surgeons) en 1803. Il remplace George Birkbeck en tant que professeur de philosophie naturelle (se spécialisant en chimie et en physique) en 1804 à la récente Andersonian Institution (la future université de Strathclyde) qu'il a fondée. Ses lectures de soir sur la chimie et la mécanique obtiennent un grand succès et inspirent la fondations de plusieurs institutions au Royaume-Uni et de l'École des arts et métiers à Paris. Il épouse Catherine Monteath en 1807.
Ure fonde l'observatoire astronomique Garnet Hill en 1808. Nommé responsable, il y réside plusieurs années ; la réputation de l'observatoire est seulement dépassée par celle de l'observatoire de Greenwich à cette époque. Pendant ses années de résidence, William Herschel y prononce quelques conférences devant les membres de l'Astronomical Society et l'aide à installer un télescope de 4,3 mètres (type Newton à réflexion) conçu et fabriqué par Ure. Il est élu membre de la Royal Astronomical Society en 1811,.
Qualifié par Karl Marx de "Pindare de la fabrique capitaliste" , il écrit dans son ouvrage Philosophie des manufactures (1835) :
Dans les filatures de gros fil, les fileurs ont abusés de leurs privilèges jusqu'à l'excès, dictant des lois à leurs maîtres de la manière la plus arrogante. Les salaires élevés, au lieu d'exciter dans leur esprit la reconnaissance et une amélioration morale, ne leur ont que trop souvent inspiré de l'orgueil et fourni des fonds pour encourager les esprits turbulents à se mutiner. […] C'est ainsi que les célèbres machinistes de Charlespen & Co de Manchester, priés d'appliquer leur génie inventif à la construction d'une mule jenny automatique, ayant reçu l'assurance de l'encouragement le plus libéral dans l'adoption de ces inventions, Mr Roberts […] appliqua toute la fertilité de son génie à construire un automate fileur. C'est ainsi que “l'homme de fer”, comme l'appellent avec raison les ouvriers, sortit des mains de notre Prométhée moderne aux commandements de Minerve, création destinée à rétablir l'ordre parmi les classes industrielles. Cette invention vient à l'appui de la doctrine que nous avons déjà exposée : lorsque le capital enrôle la science à son service, la main rebelle du travailleur apprend toujours à être docile.

## Publications
(Liste non exhaustive)
- (en) Andrew Ure, A Dictionary of Chemistry, Londres, Thomas & George Underwood; J. Highley & Son; and others, 1821
Autre édition : (en) Dictionary of Chemistry, 1828, 3e éd. (lire en ligne).
- (en) Andrew Ure, A New System of Geology, Londres, Longman, Rees, Orme, Brown, & Green, 1829 (lire en ligne)
- (en) Andrew Ure, The Philosophy of Manufactures : or, An Exposition of the Scientific, Moral, and Commercial Economy of the Factory System of Great Britain, Londres, Charles Knight, 1835 (lire en ligne [PDF])
- (en) Andrew Ure, The Cotton Manufacture of Great Britain, Londres, Charles Knight, 1836
- (en) Andrew Ure, A Dictionary of Arts, Manufactures, and Mines, Londres, Longman, Orme, Brown, Green and Longmans, 1839
Autre édition : (en) A Dictionary of Arts, Manufactures, and Mines, a new edition, vol. 1, 1870 (lire en ligne).